# Cobas (Rubiana)
Cobas (llamada oficialmente San Salvador de Covas) es una parroquia y un lugar del municipio español de Rubiana, en la provincia de Orense, Galicia.

## Toponimia
La parroquia también es conocida por el nombre de San Salvador de Cobas.

## Vías de comunicación
Las vías de comunicación más importantes son, principalmente, la carretera N-120, carretera que atraviesa todo el ayuntamiento y lo une con toda la provincia, y la carretera OR-622, que une a la capital municipal con la mayoría de los pueblos. También es importante la línea férrea Palencia - La Coruña con paradas en las estaciones de Covas y Quereño.

## Geografía
Está situada en un pequeño valle, rodeado por montañas que forman auténticos muros geográficos y a la vez un paisaje realmente espectacular. El resto del municipio es predominantemente montañoso, con contrastes permanentes, localizándose al noroeste la zona más abrupta, la sierra de Encina da Lastra, que se prolonga por la parte central y oriental del municipio y es el "padre" de dos ríos, el Meiral y el Galir, ambos afluentes del Sil. Todo el término tiene una altitud media de unos 600 metros, encontrando las cotas más altas en los picos de As tres penas Marías (1.268 m.), O Piornal (1.528 m.) y Portelo da Tara (1.099 m.). También es importante el monte de O Nacedeiro de donde nace el río cigüeño, que abastece de agua al pueblo de Rubiana. Mención también para el río Sil, importante por determinar los límites municipales por la parte este.

## Organización territorial
La parroquia está formada por una entidad de población:
- Cobas (Covas)

## Demografía
Gráfica demográfica del lugar y parroquia de Cobas según el INE español:
| Gráfica de evolución demográfica de Cobas entre 2000 y 2023 |
|                                                             |
| Datos según el nomenclátor publicado por el INE.            |